# گورسا
گورسا (به لاتین: Goritsa) یک منطقهٔ مسکونی در بلغارستان است که در شهرستان بیالا، استان وارنا واقع شده‌است. گورسا ۱۰۴ نفر جمعیت دارد و ۱۹۰ متر بالاتر از سطح دریا واقع شده‌است.